# Sinhálské království

Mapa království Polonnaruwa

Sinhálské království je termín označující několik po sobě následujících sinhálských království, která existovala na území dnešní Srí Lanky.

## Historie
Sinhálská království jsou státní útvary pojmenované podle města, ve kterém se nacházelo jejich správní centrum.
Jsou uvedena v chronologickém pořadí: království Tambapanni, Upatissa Nuwara, Anuradhapura, Polonnaruwa, Dambadeniya, Gampola, Kotte, Sitawaka a Kandy.
Poslední Sinhálské království přestalo existovat v roce 1815 po britském převzetí ostrova do vlastní správy coby kolonii a částečně formou protekrotátu. Sinhálské království existovalo od roku 543 př. n. l. do roku 1815 n. l. na Srí Lance však koexistovaly v určitých dílčích obdobích i jiné politické entity, včetně království Jaffna (které existovalo v letech 1215–1624), náčelnictví Vanni (které existovalo od 12. století –1803) a portugalské a holandské kolonie (které existovaly v letech 1597–1658 a 1640–1796).  Během těchto dílčích časových období nebyly tyto politické entity součástí Sinhálského království, kromě Jaffny a náčelníků Vanni po invazi Parakramabaha VI., až do jeho smrti.

## Chronologie království
- Království Tambapanni (543–505 př. n. l.)
- Království Upatissa Nuwara (505-377 př. n. l.)
- Království Anuradhapura (377 př. n. l. – 1017 n. l.)
- Království Polonnaruwa (1056–1236)
- Království Dambadeniya (1236–1272)
- Království Gampola (1345–1408)
- Království Kotte (1408–1598)
- Království Sitawaka (1521–1593)
- Království Kandy (1590–1815)